# Dąbie (gemeente in powiat Krośnieński)

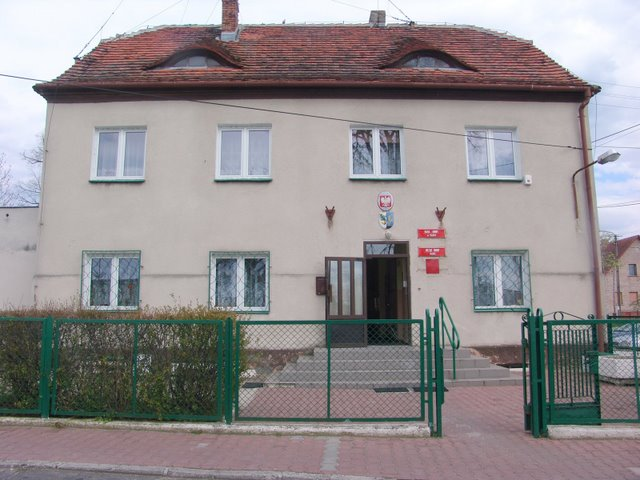
Gemeentehuis

De gemeente Dąbie is een landgemeente in het Poolse woiwodschap Lubusz, in powiat Krośnieński (Lubusz).
De zetel van de gemeente is in Dąbie.
Op 30 juni 2004 telde de gemeente 5056 inwoners.

## Oppervlakte gegevens
In 2002 bedroeg de totale oppervlakte van gemeente Dąbie 170,04 km², waarvan:
- agrarisch gebied: 42%
- bossen: 50%

De gemeente beslaat 12,23% van de totale oppervlakte van de powiat.

## Demografie
Stand op 30 juni 2004:
| Omschrijving                   | Totaal | Totaal | Vrouwen | Vrouwen | Mannen | Mannen |
| ------------------------------ | ------ | ------ | ------- | ------- | ------ | ------ |
| eenheid                        | aantal | %      | aantal  | %       | aantal | %      |
| inwoners                       | 5056   | 100    | 2466    | 48,8    | 2590   | 51,2   |
| bevolkingsdichtheid (inw./km²) | 29,7   | 29,7   | 14,5    | 14,5    | 15,2   | 15,2   |

In 2002 bedroeg het gemiddelde inkomen per inwoner 1261,58 zł.

## Administratieve plaatsen (sołectwo)
Brzeźnica, Budynia, Ciemnice, Dąbie, Dąbki, Gola, Gronów, Kosierz, Lubiatów, Łagów, Nowy Zagór, Pław, Połupin, Stary Zagór, Szczawno, Trzebule.
Zonder de status sołectwo : Godziejów, Mokry Młyn, Suchy Młyn.

## Aangrenzende gemeenten
Bobrowice, Czerwieńsk, Krosno Odrzańskie, Nowogród Bobrzański, Świdnica